# Colle Isarco
La località di Colle Isarco (Gossensaß in tedesco) è una frazione del comune italiano di Brennero, situato all'incrocio tra la val d'Isarco, tra Brennero e Vipiteno, e la val di Fleres (continuazione geografica dell'austriaca Wipptal), a 1.098 m s.l.m.. Nonostante oggi sia una frazione, ha lo status di comune mercato.

## Origini del nome
Il toponimo tedesco Gossensaß si riconduce alla proprietà di un certo "Gozzo" (e non ai Goti). Si tratta pertanto di un patronimico germanico, attestato nel 1204 come Gozzensaze, nel 1288 come Gozzensaz e nel 1434 come Gossensaz.

## Storia
4000 anni fa Colle Isarco era già utilizzato dai viandanti che valicavano le Alpi, come luogo di sosta. Il maggior sviluppo lo ebbe però nel Medioevo, quando si iniziarono a sfruttare le miniere di argento e di piombo della val di Fleres, attive fino al 1918.
Nel 1908 il paese fu elevato dall'imperatore Francesco Giuseppe I d'Austria a Marktgemeinde (comune mercato), prima di essere poi stata aggregata al comune di Brennero durante il fascismo.
A Colle Isarco nacque il matematico Wolfgang Gröbner.
Colle Isarco è una modesta stazione termale dove soggiornò lo scrittore Henrik Ibsen, abitando al Grandhotel Gröbner, distrutto in un incendio nel 1945. Al centro del paese si trova una vecchia caserma dell'esercito, divenuta sede di un soggiorno montano dell'Esercito Italiano.
Colle Isarco è stato l'unico Comune italiano ad aver eretto un monumento all'imperatore Francesco Giuseppe I d'Austria. 
Colle Isarco dista 9,5 km da Brennero.

## Monumenti e luoghi d'interesse

### Architetture religiose
- Chiesa dell'Immacolata Concezione

### Architetture militari
- Sacrario militare di Colle Isarco, posto sulla strada che dal paese porta in direzione del Brennero.
- Opere fortificate che formano lo sbarramento di Tenne-Novale, sistema difensivo del Vallo alpino in Alto Adige[3].
- Castello Strassberg (in tedesco Burg Strassberg), poco a sud di Colle Isarco nel centro abitato di Novale (Ried).

### Architetture civili
Nei pressi del paese sono situati gli impianti della stazione sciistica di Ladurns. Una delle piste è dedicata al campione del mondo 2007 di supergigante Patrick Staudacher. Presenta quasi 900 m di dislivello.

## Galleria d'immagini

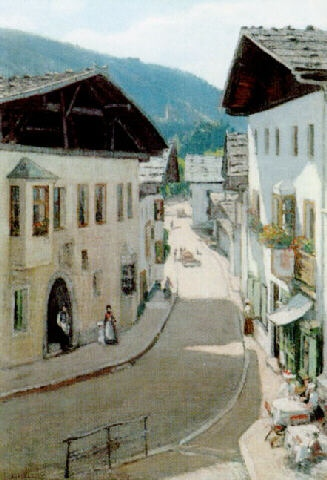
Straße in Gossensaß am Brenner, di Eduard Euler
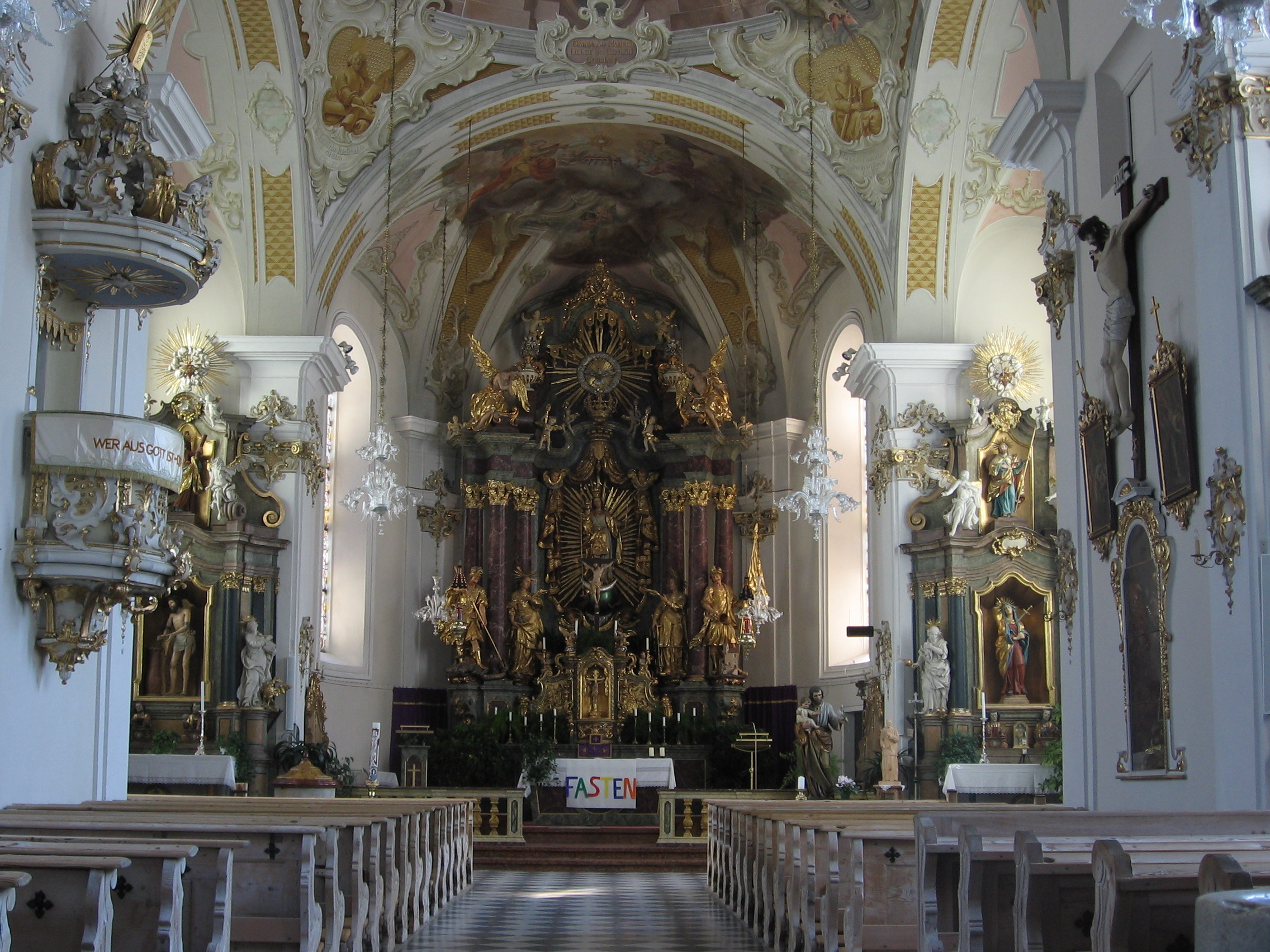
Interno della chiesa
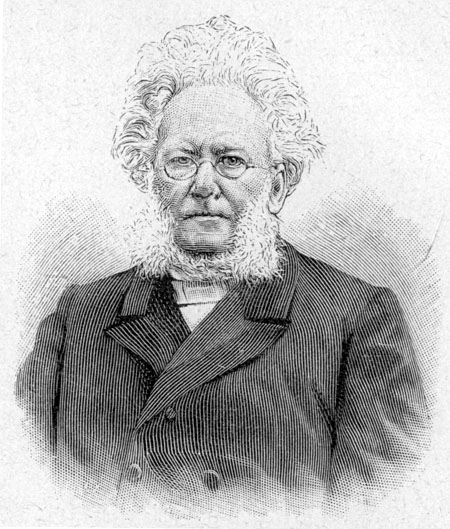
Lo scrittore Henrik Ibsen, che soggiornò a Colle Isarco
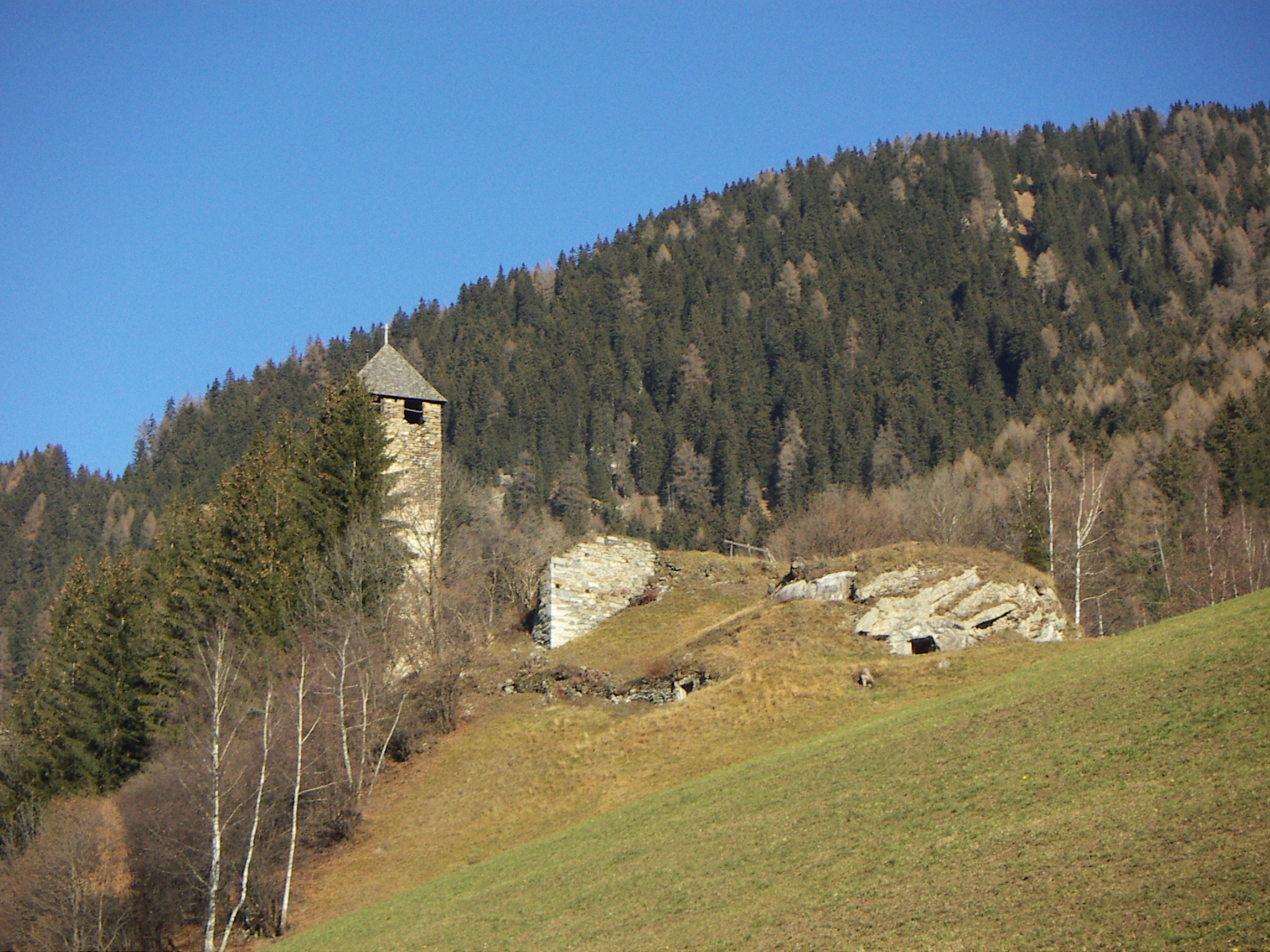
Castello della Strada
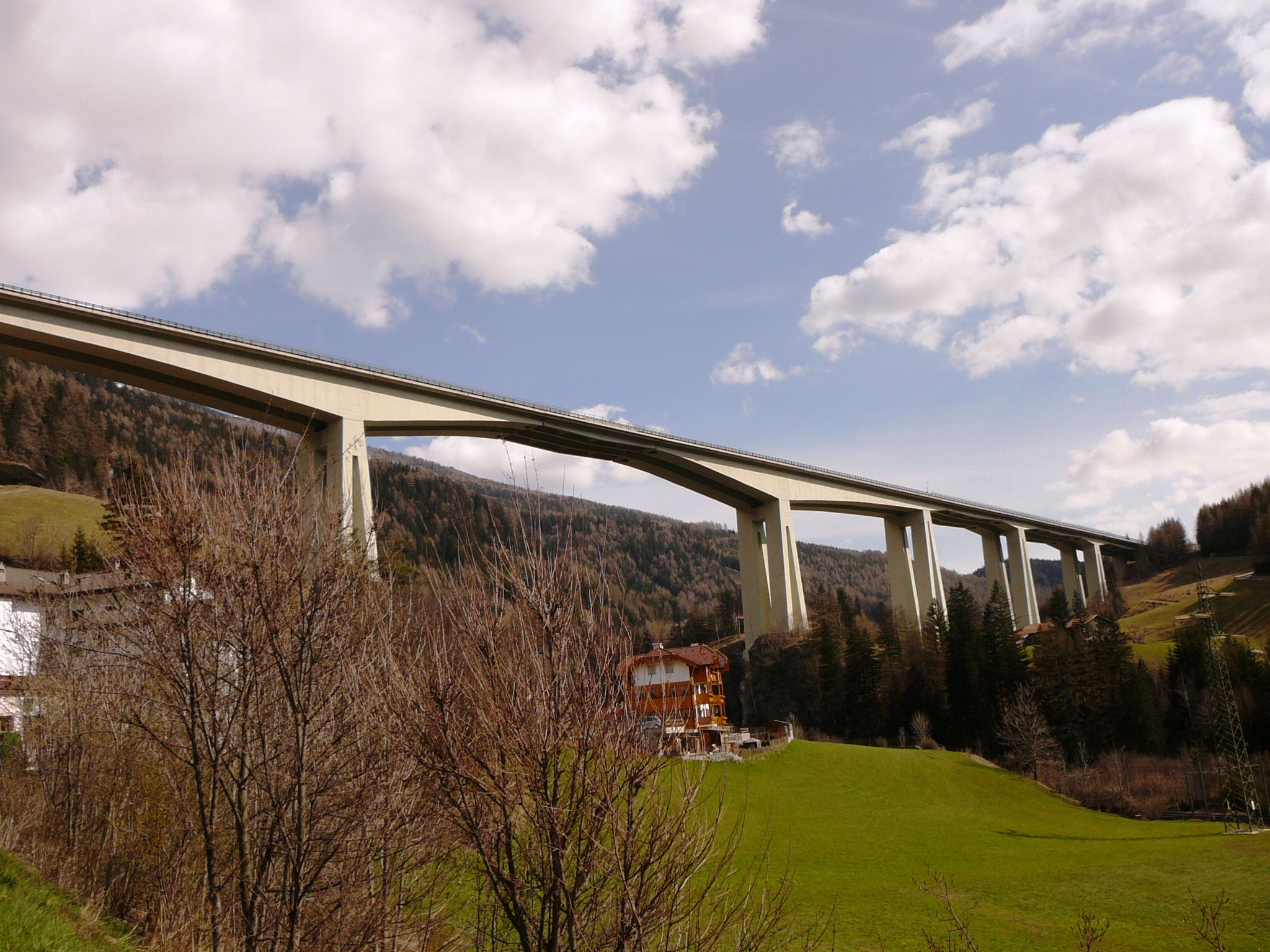
L'imponente viadotto dell'A22 che passa sopra l'abitato
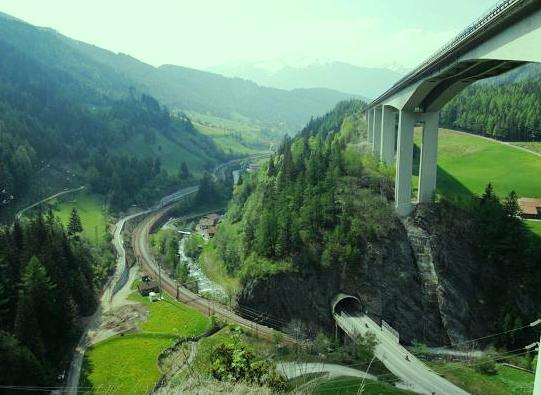
Veduta della vallata e dell'opera 6 dello Sbarramento di Tenne-Novale
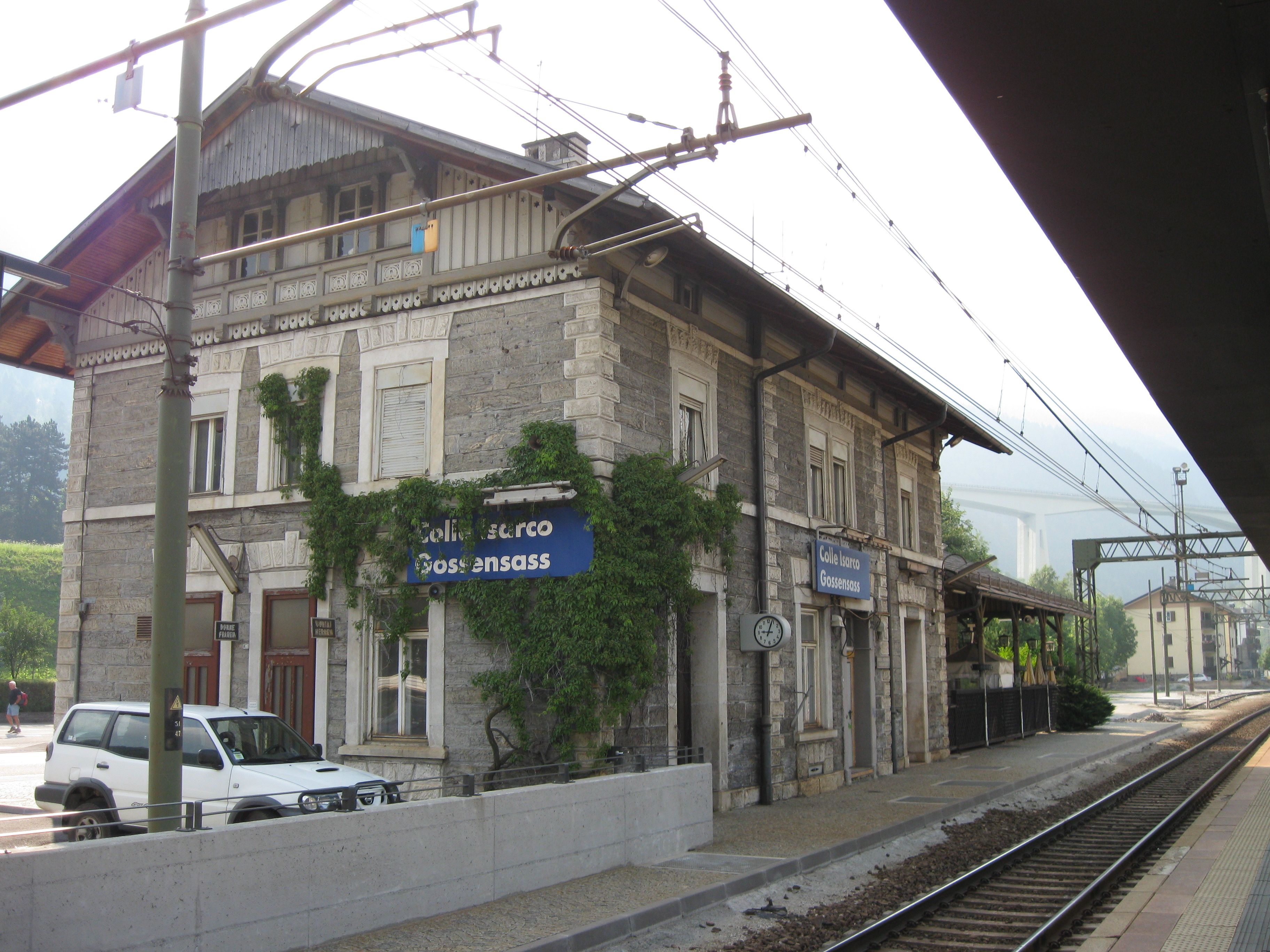
La stazione di Colle Isarco